# تشارلز دبليو والين
تشارلز دبليو والين (بالإنجليزية: Charles W. Whalen Jr.)‏ (و. 1920 – 2011 م) هو سياسي، ومؤرخ، وأستاذ جامعي، واقتصادي أمريكي، ولد في دايتون، أوهايو، كان عضوًا في الحزب الجمهوري، توفي في بيثيسدا، عن عمر يناهز 91 عاماً.

## مناصب
تولى منصب عضو مجلس النواب الأمريكي
- عضو مجلس نواب أوهايو

.

## التعليم
تعلم في جامعة ديتون، وتعلم في كلية هارفارد للأعمال، وتعلم في جامعة هارفارد
.